# Axel Bulthaupt
Axel Bulthaupt (* 21. Februar 1966 in Melle) ist ein deutscher Moderator.

## Leben und Karriere
Nach dem Abitur am Gymnasium Melle studierte Bulthaupt in Osnabrück und Hamburg Geschichte und Literaturwissenschaften und arbeitete nebenbei für eine Zeitung. 1989 absolvierte er ein Praktikum beim Norddeutschen Rundfunk. Nach einem Einstieg über das Radioprogramm Ouvertüre beim NDR gelangte er schnell zur Fernseharbeit. Für den NDR moderierte er das Jugendmagazin Jetzt kommt’s und die Talkshow LebensArt. 1994 wechselte er zum MDR, wo er das Boulevardmagazin Brisant moderierte. Er verließ die Sendung zum Jahresende 2003. 2000 wurden Axel Bulthaupt, Griseldis Wenner und Ines Krüger als Brisant-Moderatoren für das beste TV-Boulevardmagazin mit dem Bambi ausgezeichnet. 2003 startete die Sendereihe Expedition Bulthaupt, die sich mit mitteldeutscher Geschichte und Archäologie, etwa mit den Urmenschen von Bilzingsleben oder der Kreisgrabenanlage von Kyhna befasst. Mit seiner eigenen TV-Produktionsgesellschaft TIWI MEDIA produzierte er von 1995 bis 2007 für den MDR mehr als 45 Reiseberichte (Bulthaupt in …) und zahlreiche Reportagen. Seit 2008 ist Bulthaupt nicht mehr Gesellschafter der TIWI Media GmbH. 2005 moderierte er gemeinsam mit Ulla Kock am Brink Typisch deutsch? im Ersten. Von 2004 bis Juni 2016 arbeitete er als Talkmaster in der MDR-Sendung Unter uns und präsentierte im MDR-Fernsehen die Unterhaltungsshow Sonntag – Die Show der Überraschungen. Im März 2007 erschien sein erstes Buch, Heidi und Klara in Italien, ein Reisebuch für Kinder. Für Das Erste und den MDR moderierte er in den vergangenen Jahren zahlreiche Shows im Abendprogramm. Zu erwähnen sind hier etwa die Sendungen zum Grand Prix Eurovision de la Chanson (1998–2003), die Bambi-Verleihung (2001) und seit 1996 die jährlichen José Carreras Galas. Zusätzlich moderierte er von Oktober 2013 bis Januar 2020 im MDR-Fernsehen auch wöchentlich am Sonntagabend die Sendung Kripo live. Darüber hinaus ist er im MDR zu sehen als Moderator der Sende-Reihen Sagenhaft (seit 2013, sonntags 20.15 Uhr) und Der Osten – entdecke wo Du lebst (2011–2016). Seit 2014 führt er durch die Sendung Wiedersehen macht Freude im MDR. Im April 2021 war Bulthaupt an der Oper Leipzig zu sehen in der Rolle des Sprechers bei Der Ring an einem Abend von Loriot.
Axel Bulthaupt lebt mit seinem Lebensgefährten, einem ehemaligen Gastronomen aus Bremen, in Leipzig.

## Sonstiges
- Bulthaupt war Mitglied im Rateteam der SWR-Ratesendung Ich trage einen großen Namen.
- Bulthaupt ist Botschafter der Deutschen Gesellschaft für Prävention und Intervention bei Kindesmisshandlung und -vernachlässigung. Außerdem engagiert er sich seit dem Krebstod seiner Mutter im Kampf gegen Leukämie, indem er beispielsweise gemeinsam mit José Carreras eine jährliche Benefizgala moderiert. 2005 kamen bei dieser Veranstaltung Spenden von über sechs Millionen Euro zusammen, insgesamt bereits mehr als 65 Millionen Euro. Außerdem ist er Schirmherr des Vereins „Zusammen gegen den Krebs“.
- Er nahm 2006 an der ersten Staffel der Show Let’s Dance teil, schied jedoch als erster aus.
- Seit mehreren Jahren moderiert er regelmäßig Preisverleihungen im Rahmen des Wettbewerbs Großer Preis des Mittelstandes der Oskar-Patzelt-Stiftung.[5]